# Io & Ayrton
Io & Ayrton (alternativamente noto come Fresi racconta Senna o Perdere Senna) è un monologo teatrale ideato per celebrare il trentesimo anniversario della scomparsa del celebre pilota di Formula 1, Ayrton Senna, con la regia di Alessandro Nidi, prodotto da Inside Man Films, distribuito da Sky Italia.
L'opera, scritta da Giorgio J. Squarcia e interpretata da Stefano Fresi, intreccia la storia del pilota con quella di un giovane narratore italiano che vede nel campione brasiliano un modello di resilienza e redenzione.
Il progetto nasce come omaggio ad Ayrton Senna e ad esso si è ispirato il libro Perdere Senna di Giorgio J. Squarcia, che narra le vittorie del pilota ma ne evidenzia anche le sconfitte e il coraggio mostrato nel rialzarsi, aspetti che hanno contribuito a forgiare la sua immagine di campione.

## Trama
Il monologo copre il periodo dal 1984 al 1994 e segue in parallelo la carriera di Ayrton Senna, dalla prima all’ultima gara in Formula 1 e il percorso di un giovane narratore italiano, la cui vita è segnata da difficoltà, che trova in Senna la propria fonte di ispirazione.

## Temi
Le principali tematiche affrontate attraverso la figura di Senna sono la resilienza (il pilota è ritratto come un uomo capace di trasformare le sconfitte in occasioni di rinascita), il coraggio di affrontare sfide e ostacoli, la speranza e la giustizia, elementi che motivano il giovane narratore a credere in sé stesso.

## Produzione e messa in scena
La prima rappresentazione di Io e Ayrton si è tenuta il 1° maggio 2024 presso l'Autodromo Enzo e Dino Ferrari di Imola. Tra gli elementi scenici e tecnici più rilevanti si colloca la monoposto Williams F16 di Senna collocata in pole position a rievocare il momento dell’ultima partenza del pilota. Sulla torre del circuito sono state proiettate immagini e fotografie d’epoca (alcune scattate da Angelo Orsi) che ritraggono Senna nei minuti precedenti la sua ultima gara.

## Distribuzione e trasmissione
Il monologo è stato trasmesso in diretta su Sky Sport Uno e Sky Sport F1, successivamente reso disponibile in streaming on demand su Now.

## Riconoscimenti
- Guirlande d’Honneur 2024: onorificenza assegnata dalla Federazione Internazionale del Cinema Sportivo (FICTS).
- FICTS Hall of Fame a Stefano Fresi, inserito nella Hall of Fame per il suo contributo artistico.

## Versione letteraria
Il testo del monologo è tratto dal libro Perdere Senna, uscito per la casa editrice Paper First, opera che approfondisce il percorso interiore del protagonista e offre ulteriori spunti di riflessione sulla Formula 1 e, più in generale, sulle sfide esistenziali.